# Michel Gurfinkiel
 (août 2017).
Michel Gurfinkiel, né le 1er août 1948 à Paris, est un journaliste et écrivain français.

## Biographie
De sensibilité conservatrice, il contribue ou a contribué (à divers titres) à Valeurs actuelles et Perspectives (dont il a été rédacteur en chef), Le Spectacle du Monde, Commentary, The Wall Street Journal, The New York Sun, Middle East Quarterly, Standpoint Magazine, PJ Media, Mosaic Magazine, World Affairs, The Weekly Standard, The Jerusalem Post.
Il préside depuis 2003 l'Institut Jean-Jacques Rousseau (JJRI), un institut européen de géopolitique.
Il exerce diverses responsabilités civiques ou associatives, notamment au Consistoire central israélite de France et au Consistoire de Paris, dont il a été administrateur de 1989 à 1997 puis à nouveau depuis 2008 (pour le Consistoire de France) et 2009 (pour le Consistoire de Paris).

## Publications

### Livres
- Israël, géopolitique d'une paix, Éditions Michalon, 1996  (ISBN 2-7028-1957-5)
- Le Retour de la Russie, avec Vladimir Fedorovski, O. Jacob, 2001  (ISBN 2-7381-0744-3)
- La Cuisson du homard : réflexion intempestive sur la nouvelle guerre d'Israël, Michalon, 2001  (ISBN 2-84186-152-X)
- Le Roman d'Odessa, Éd. du Rocher, 2005  (ISBN 2-268-05309-1)
- Le testament d'Ariel Sharon, Éd. du Rocher, 2006  (ISBN 2-268-05861-1)
- Le Roman d'Israël, Éd. du Rocher, 2008  (ISBN 978-2-268-06441-3)
- Un devoir de mémoire, Éd. Alphée-J.-P. Bertrand, 2008  (ISBN 978-2-7538-0353-4)
- Israël peut-il survivre ? La Nouvelle Règle du Jeu, Ed. Hugo & Cie, 2011  (ISBN 978-2755602722).
- On ne vit que deux fois, Éd. du Rocher, 2014  (ISBN 978-2-268-07633-1)

### Préface
- Marc Hecker (préf. Michel Gurfinkiel), La défense des intérêts de l'État d'Israël en France, Paris, L'Harmattan, coll. « Inter-National », 16 novembre 2005, 124 p. (ISBN 2-7475-9228-6 et 978-2-7475-9228-4, OCLC 63165059)